# Jean-Guy Poitras
Pour les articles homonymes, voir Poitras.
Jean-Guy Poitras est un arbitre canadien de badminton, originaire de Notre-Dame-de-Lourdes, dans le nord-ouest du Nouveau-Brunswick.

## Carrière
Professeur d'éducation physique au Campus d'Edmundston de l'Université de Moncton et doyen des études à cette institution entre 1996 et 2001, il est impliqué dans le badminton depuis les années 1970. Il a officié à titre d'arbitre au cours de plus de 600 matches internationaux, y compris aux Jeux olympiques d'été de Sydney, en 2000.
Il a entraîné des athlètes de niveau universitaire en plus de jouer dans la promotion de programmes de sports et loisirs.